# Алашкертская долина
Алашкертская долина — плодородная долина в иле Агры на востоке Турции (ранее Эрзерумский вилайет). В долине находится город Алашкерт.
Через долину протекает река Восточный Евфрат. С юга ограничена хребтом Шариан-даг.
С древних времён территория долины была плотно заселена армянским населением. В XVIII веке насчитывалось более 360 армянских сёл. В дальнейшем в результате политики Османской империи большинство армянского населения покинуло долину.
Территория Алашкертской долины неоднократно занималась русскими войсками в ходе русско-турецких войн, но в дальнейшем возвращалась Турции.